# Египетска операция
Египетската операция от 9 – 16 септември 1940 година е военна операция в северозападен Египет, поставила началото на Кампанията в Западната пустиня на Средиземноморския театър на Втората световна война.
След поредица от ограничени гранични сблъсъци в първите месеци след влизането на Италия във войната, през септември италианците организират настъпление в самия Египет. За няколко дни те настъпват до Сиди Барани без да срещнат основните сили на Великобритания, подкрепяни от части на „Свободна Франция“, разположени на изток при Марса Матрух. През следващите месеци италианците се укрепяват на новите си позиции, подготвяйки продължение на настъплението, но се изпреварени от британската Операция „Компас“ през декември.